# That's So True
«That’s So True» es una canción de la cantautora y compositora estadounidense Gracie Abrams, lanzado a través de Interscope como sencillo número nueve de su segundo álbum de estudio The Secret of Us en versión deluxe el 21 de junio de 2024. Compuso la canción junto a su colaboradora habitual Audrey Hobert, con la producción a cargo de la primera, Aaron Dessner y Julian Bunetta. «That's So True» alcanzó el número seis en el Billboard Hot 100. También se convirtió en la primera canción de Abrams en alcanzar el número uno en la lista Pop Airplay. Fuera de Estados Unidos, «That's So True» encabezó las listas en varios países como Australia, Bélgica, Canadá, Irlanda, Líbano, Países Bajos, Nueva Zelanda, Noruega y Reino Unido.

## Antecedentes y promoción
La canción se estrenó en The Academy at Universal Music, Toronto, Canadá, el 21 de mayo de 2024. Posteriormente, el 21 de junio de 2024, Abrams lanzó su segundo álbum de estudio, The Secret of Us, su álbum de mayor éxito comercial hasta la fecha. Tras el lanzamiento del sencillo «I Love You, I'm Sorry» el 11 de octubre, Abrams anunció la versión de lujo del álbum con cuatro temas adicionales, incluyendo «That's So True», y tres grabaciones en vivo tan solo tres días antes de su lanzamiento el 18 de octubre.
La fecha de lanzamiento coincidió con el inicio de las últimas fechas de la gira The Eras Tour de Taylor Swift, todas con Abrams como telonera e incluyendo «That's So True» como cuarta canción. Anteriormente, había interpretado la canción por primera vez durante su propia gira The Secret of Us el 9 de septiembre en Los Ángeles. Poco después de su lanzamiento, la canción alcanzó el top 10 del Billboard Hot 100 y la cima de las listas en Irlanda y Reino Unido.

## Descarga digital
| N.º | Título                                               | Duración |  |
| 1.  | «"That's So True" (live from Radio City Music Hall)» | 3:14     |  |
| 2.  | «"That's So True"»                                   | 2:46     |  |

## Premios y nominaciones
| Año  | Premio                          | Categoría              | Resultado | Referencias |
| ---- | ------------------------------- | ---------------------- | --------- | ----------- |
| 2025 | Nickelodeon Kids' Choice Awards | Canción viral favorita | Nominada  | [ 7 ]       |